# 毛坝河镇
毛坝河镇，是中华人民共和国陕西省汉中市宁强县下辖的一个乡镇级行政单位。

## 行政区划
毛坝河镇下辖以下地区：
张家山村、磙子坪村、水井垭村、三合村、草川子村、八庙河村、小河村、毛坝河村、白家坝村、西方沟村、文家坪村、大竹坝村、汤家坝村、吴家院村和崔家沟村。